# Val Casies
La val Casies (Gsieser Tal in tedesco) è una valle che si trova in Alto Adige.
Si estende per circa 22 km. Il bacino del Rio Casies (chiamato anche Pidigbach), che sfocia nella Rienza a 1071  m, è di 145 km².
Le valli laterali della Val Casies sono la più grande Karbachtal, la piccola Pfoital e la Verselltal. A ovest e a nord, catene montuose separano la  Valle di Anterselva, a nord-est dalla Defereggental austriaca, a est dalla Villgratental austriaca, a sud dalla Val Pusteria. Le alte montagne sono a ovest dell'Ochsenfelder (2609 m) e della Regelspitze (2775 m), a nord della Feldspitze (2837 m) e dell'Hochkreuz (2739 m), in mezzo si trova la Forcella di Casies (Casies Törl), una sella alta 2205 m alla Defereggental. Riepenspitze (2774 m) e Heimwaldspitze (2755 m) sorgono a est.
Il tipo di roccia predominante è lo gneiss antico, si possono trovare anche alcuni depositi di gneiss granitico di Anterselva.

## Luoghi abitati
I principali luoghi abitati della vallata sono: 
- Masi (Henzing)
- Planca di Sotto (Unterplanken)
- Planca di Sopra (Oberplanken)
- Durna in Selva (Durnwald)
- Colle di dentro (Innerpichl)
- Colle di fuori (Außerpichl)
- San Martino (St. Martin)
- Capaia (Kapairn)
- Santa Maddalena Valbassa (St. Magdalena-Niedertal)
- Santa Maddalena Vallalta (St. Magdalena-Obertal).